# Довгалюк Іван Іванович
Довгалю́к Іва́н Іва́нович(1906 — 5 травня 1944) — український архітектор. У 1930-х роках працював у Києві. 

## Основні проєкти
Автор проєкту планування Печерсько-Звіринецького району Києва. Цей проєкт на початку 1936 року був готовий. Центральним вузлом району мало стати місце нинішньої площі Лесі Українки, оскільки Печерська залізнична станція, за словами Довгалюка, «не має надалі перспектив до існування» і передбачалася до зносу. Проєкт щадив старовинні фортифікаційні споруди, органічно включаючи їх в загальну канву. Сама площа, кругла в плані, повинна була отримати акцентну забудову. Довгалюк зазначав: «Цей майдан круглої форми, діаметром у 200 метрів, з високими будівлями громадського призначення являтиме собою єдиний замкнутий ансамбль… Це повинен бути клаптик Нью-Йорка в мініатюрі, не по своєму архітектурному стилю, а по силуету».
За схемою Довгалюка, до площі повинні були сходитися всі магістральні напрями, один з яких практично передбачав сучасний бульвар Лесі Українки. 1936 року Іван Довгалюк писав:
|  | Основні магістралі району, які матимуть і загальноміське значення, запроектовані бульварами. Створюваний тут новий довгий бульвар Бессарабка — Печерськ — Нижня Теличка, який буде продовженням бульвару імені Шевченка, матиме в середньому 60 метрів завширшки. З цього бульвару відкриватимуться чудові види на місто — прекрасні перспективи на низинну Сталінку, Хрещатицьку долину і нагірну частину… Бульвар, оформлюваний боксовою стриженою зеленню, скульптурами й фонтанами, буде в Києві одним з найкращих місць для прогулянок. |

Проєкт перепланування Печерсько-Звіринецького району було здійснено частково, місцевість в районі сучасного бульвару Лесі Українки залишалася не спланованою і малонаселеною. Роботи з реконструкції Печерська відновилися після німецько-радянської війни — згідно з новим генеральним планом відбудови та розвитку Києва, затвердженим 1949 року.
Загинув під час бомбардування ешелону 5 травня 1944 року, похований поблизу з. п. Митва в Білорусі.

## Основні публікації
- На фортечних валах // Соціалістичний Київ. — 1936. — № 1. — С. 25–29.
- Нове житлове будівництво на Звірінці // Соціалістичний Київ. — 1937. — № 12. — С. 23–25.
- Ботанічний сад на Звірінці // Соціалістичний Київ. — 1937. — С. 33—37.
- Урядовий майдан столиці Радянської України // Архітектура Радянської України. — 1938. — № 6. — С. 8–13.
- Нові квартали: Житлове будівництво в Кіровському районі [Києва] // Більшовик. — 1939. — 28 січня.
- Кам'янець-Подільськ: Реконструкція обласних центрів УРСР // Архітектура Радянської України. — 1940. — № 5. — С. 3–7.
- Проблема центрального парку культури і відпочинку в Києві: Зелене будівництво Києва // Архітектура Радянської України. — 1940. — № 6. — С. 37–40.
- Український республіканський стадіон у Києві // Архітектура Радянської України. — 1940. — № 11. — С. 11–15.